# Dischidia quinquangularis
Dischidia quinquangularis är en oleanderväxtart som beskrevs av Rudolf Schlechter. Dischidia quinquangularis ingår i släktet Dischidia och familjen oleanderväxter. Inga underarter finns listade i Catalogue of Life.